# Дом с привидениями (фильм, 1987, Италия)
«Дом с привидениями» (итал. La Casa 3; англ. Evil Dead 3 или Ghosthouse; в России также известен как «Могильник» или «Дом 3») — фильм ужасов 1987 года итальянского режиссёра Умберто Ленци.
По причине того, что первые две части американской трилогии Зловещие мертвецы шли в итальянском прокате под названием «La Casa» и «La Casa 2», в Италии этот фильм стал номинальным продолжением «Зловещих мертвецов», хотя не имеет к ним никакого отношения.

## Сюжет
В день своего рождения девятилетняя Генриетта (предположительно одержимая дьяволом) убивает домашнего кота. В наказание отец закрывает её в подвале вместе с её большим игрушечным клоуном, и в ту же ночь родители Генриетты погибают от рук неизвестного убийцы.
20 лет спустя в Бостоне радиолюбитель Пол ловит и записывает на магнитофон странный радиосигнал — мужской голос с просьбой о помощи и женский крик. Вычислив местоположение источника сигнала, Пол вместе со своей девушкой Мартой решает его отыскать. Подвезя по дороге шутника-автостопщика Пепе, парочка прибывает на место — заброшенный дом из начала фильма. У дома они встречают недружелюбного сторожа, а поднявшись на чердак, находят передатчик. Выясняется, что тот принадлежит некоему Джиму, проездом остановившемуся в доме вместе с сестрой Тиной, братом Марком и его девушкой Сьюзен. Пол проигрывает Джиму магнитофонную запись, и тот узнаёт на плёнке голос сестры и свой собственный, но не может дать никаких объяснений. Пол с Джимом идут проверить антенну на крыше. Оставшись одна, Марта спускается в подвал, где ей мерещится разная чертовщина. Пол и Джим прибегают на её крик, но не застают ничего необычного.
Компания решает разделиться на две группы: Пол, Марта и Сьюзен отъезжают на некоторое расстояние в надежде снова поймать сигнал, а Джим с братом и сестрой остаются в доме. Ночью паранормальная активность возобновляется. Услышав странный смех из подвала, Джим спускается туда, видит призрак Генриетты с её клоуном и погибает от сорвавшейся и перерезавшей ему горло лопасти вентилятора. Прибежавшая в подвал Тина видит Генриетту и тело брата. На её крик в подвал бежит Марк, но дорогу ему преграждает призрачный доберман. Выбравшись из дома через окно, Марк видит, что за Тиной гонится сторож. Отбив сестру, Марк бросается за ним в погоню и с помощью подоспевшего Пола обезвреживает сторожа в сарае. Пол идёт в дом, находит тело Джима, а по возвращении в сарай узнаёт, что сторожу всё-таки удалось сбежать.
Пол, Марк и Сьюзен едут в город за полицией, оставляя находящуюся в шоке Тину в стоящем у дома трейлере под присмотром Марты. Спустя какое-то время Марта видит загоревшийся в окне свет и идёт в дом. В детской комнате она находит коробку с игрушками, а в ней фотографию Генриетты и куклу клоуна, которая оживает и нападает на неё. Марте удаётся отбиться от неё, после чего кукла исчезает.
Утром лейтенант полиции рассказывает Полу и остальным, что 20 лет назад в этом доме была убита чета Бейкеров, а их дочь была найдена мертвой в подвале. Дело так и не было раскрыто, после чего дом оказался заброшен. По поводу смерти Джима лейтенант выражает уверенность, что того убил тот самый сторож Валькос, ранее наблюдавшийся в психиатрической лечебнице. Вернувшись в Бостон, Пол, не удовлетворённый объяснениями полиции, решает разобраться во всём самостоятельно. Тем временем Тина встречает у злополучного дома автостопщика Пепе, находящегося в поисках места для ночлега. Выясняется также, что Марк, Тина и Сьюзен не могут уехать из-за сломавшегося трейлера.
Узнав, что Бейкер работал в похоронном бюро, Пол встречается с его бывшим коллегой и тот сообщает, что у Бейкера была привычка присваивать себе некоторые вещи, принадлежавшие покойным, и незадолго до своей смерти он забрал себе одну куклу, потому что та понравилась его дочери. Напоследок тот советует Полу поговорить со служащим местного кладбища. После ухода Пола в похоронное бюро заявляется Валькос и ликвидирует информатора.
После того, как Марк отправляется в город за запчастями для ремонта, Тина и Сьюзен возвращаются в дом (первая — чтобы найти Пепе, вторая — чтобы принять душ). На втором этаже Тина оказывается надвое разрубленной импровизированной гильотиной. Призрак Тины приходит в ванную к Сьюзен, и без того напуганной текущей из водопроводного крана кровью, после чего превращается в игрушечного клоуна, затем исчезает.
Вечером Пол и Марта приезжают на кладбище. Пока служащий рассказывает Полу о том, что дом проклят из-за живущих в нём неупокоенных душ, на оставшуюся в машине Марту нападает Валькос. Спасаясь от него, та укрывается в склепе, в котором по иронии оказывается похоронена Генриетта. На кладбище Пол находит повесившегося (повешенного?) Валькоса, после чего спасает Марту из склепа.
Вернувшийся из города Марк отправляется искать девушек и видит на втором этаже Генриетту с куклой и труп Тины, после чего проваливается сквозь пол в подвал, попав в некую токсичную белую жидкость. Бегая по коридорам в попытках выбраться из дома, Сьюзен находит труп Пепе и случайно убивает выбравшегося из ловушки Марка. Укрывшись в одной из комнат от добермана-призрака, Сьюзен видит Генриетту, которая направляет на неё полуразложившуюся зловещую фигуру в чёрном балахоне. Тем временем Пол, услышавший крики Сьюзен по находящемуся в машине радиопередатчику, заливает бензином лежащее в кладбищенском склепе тело Генриетты и её куклу и поджигает их. Генриетта и фигура в плаще в последний момент исчезают, и Сьюзен удаётся остаться невредимой. Провожая утром уезжающую из дома Сьюзен, Пол рассказывает ей, что виной всему была та самая зловещая кукла, которая подчинила себе Генриетту.
Финал фильма имеет место в городе, спустя некоторое время. Марта приходит на встречу с Полом, к своему ужасу за стеклом одной из витрин замечает такого же игрушечного клоуна, и практически сразу же происходит несчастный случай — переходящего дорогу Пола сбивает автобус.

## В ролях
- Лара Вендель — Марта
- Грег Скотт — Пол
- Мэри Селлерс — Сьюзан
- Рон Хоук — Марк
- Мартин Джей — Джим
- Кейт Сильвер — Тина
- Дональд О’Брайэн — Валкос
- Вилли М. Мун — Пепе
- Сьюзэн Мюллер